# Рио-Руидосо (река)
Рио-Руидосо (англ. Rio Ruidoso) — река длиной, протекающая в горах Сьерра-Бланка и Сакраменто в округах Линкольн и Отеро, штат Нью-Мексико, США.
Длина реки — 55 км (34 мили). Площадь водосборного бассейна — 751 км² (290 кв. миль).

## Этимология
Испанский термин río ruidoso в переводе буквально означает «шумная река».

## География
Истоки Рио-Руидосо находятся недалеко от вершины пика Сьерра-Бланка. Течёт в общем восточном направлении по гористой местности. На реке стоят населённые пункты Руидосо и Руидосо-Даунс. В нескольких километрах ниже Сан-Патрисио река сливается с Рио-Бонито, образуя Рио-Хондо. Средний расход воды — 0,53 м³/с (19 кубических футов в секунду)
Основные притоки — Карризо-Крик, Литтл-Крик и Игл-Крик.

## Фауна
В водах Рио-Руидосо обитает несколько видов форели, включая кумжу, радужную форель, американскую палию и вид, называемый здесь Rio Grande cutthroat trout.